# Callancyla malleri
Callancyla malleri är en skalbaggsart som beskrevs av Fuchs 1966. Callancyla malleri ingår i släktet Callancyla och familjen långhorningar. Inga underarter finns listade.